# Kulai
Kulai è una città della Malaysia situata nello Stato di Johor, capoluogo del distretto di Kulai.